# Tobalaba (métro de Santiago)
Tobalaba est une station de correspondance entre la ligne 1 et la ligne 4 du métro de Santiago. Elle est située, sous l'intersection entre les avenues Apoquindo, Providencia et Tobalaba, sur la limite entre les communes Providencia et Las Condes, de la conurbation de Santiago, capitale du Chili.

## Situation sur le réseau

Plan du métro.

Établie en souterrain, Tobalaba est une station de correspondance entre la ligne 1 et la ligne 4 du métro de Santiago. Elle dispose de deux sous-stations :
Tobalaba L1, est une station de passage de la ligne 1, située entre la station Los Leones, en direction du terminus San Pablo, et la station El Golf, en direction du terminus Los Dominicos. Elle dispose des deux voies de la ligne encadrées par deux quais latéraux.
Tobalaba L4, est la station terminus nord de la ligne 4, située avant la station Cristóbal Colón, en direction du terminus sud Los Plaza de Puente Alto. Elle dispose des deux voies de la ligne encadrées par deux quais latéraux.

## Histoire
La station Tobalaba de la ligne 1 est mise en service le 31 août 1980, lors de l'ouverture à l'exploitation de la section de Tobalaba à Escuela Militar. Elle est nommée en référence à l'avenue éponyme située au-dessus.
Elle devient une station de correspondance le 30 novembre 2005, lors de l'ouverture de la station Tobalaba de la ligne 4. Devenue l'une des stations les plus utilisées du réseau, Metro S.A. a décidé, au début de 2008, l'installation d'une nouvelle cage d'escalier pour fluidifier les circulations.

## Services aux voyageurs

### Accès et accueil
Elle dispose de quatre accès dont deux équipés d'ascenseurs, la station est accessible aux personnes à mobilité réduite,.

### Desserte

#### Tobalaba L1
Tobalaba L1 est desservie par les rames qui circulent sur la ligne 1 du métro.

Installations et desserte
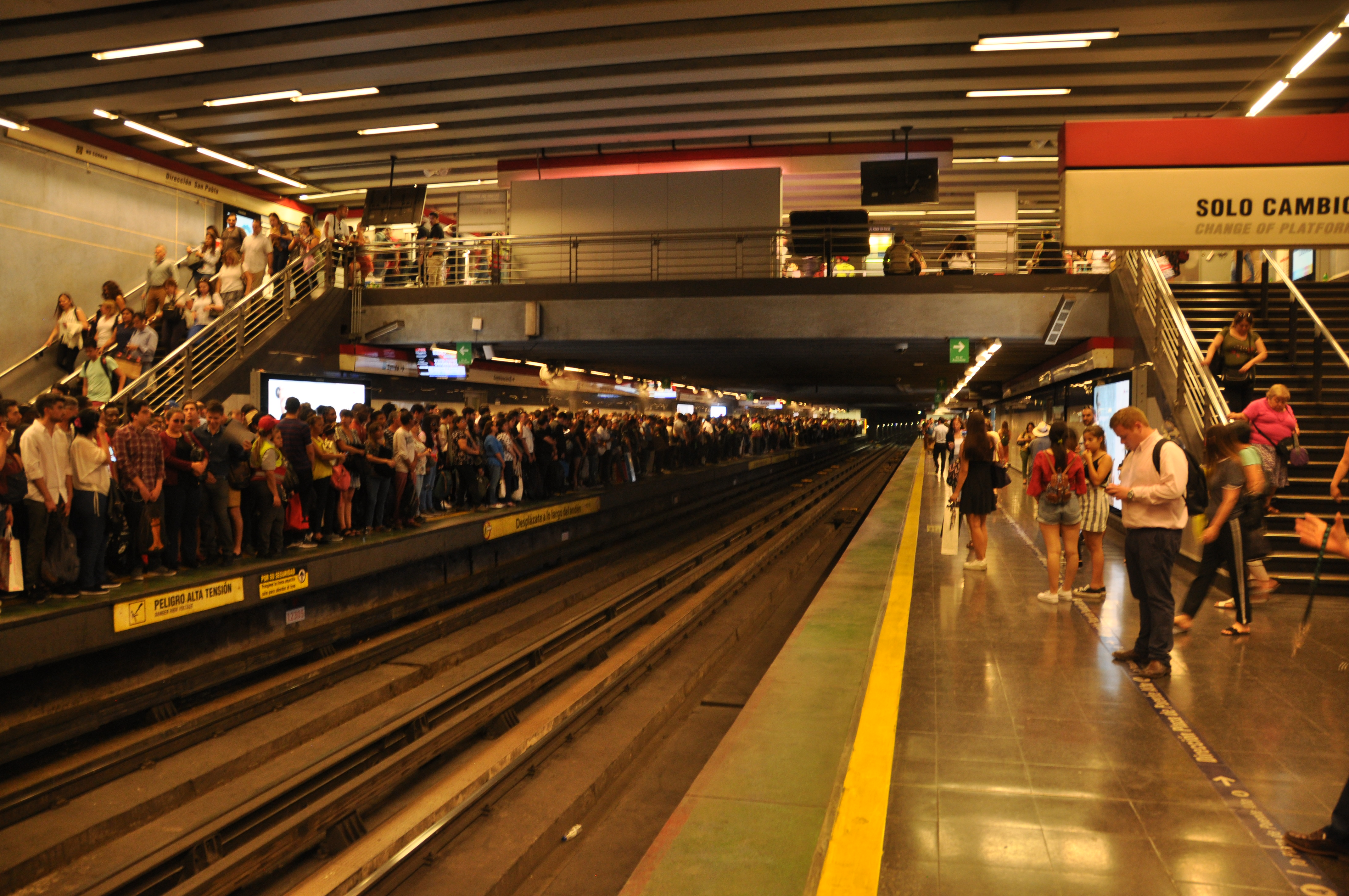
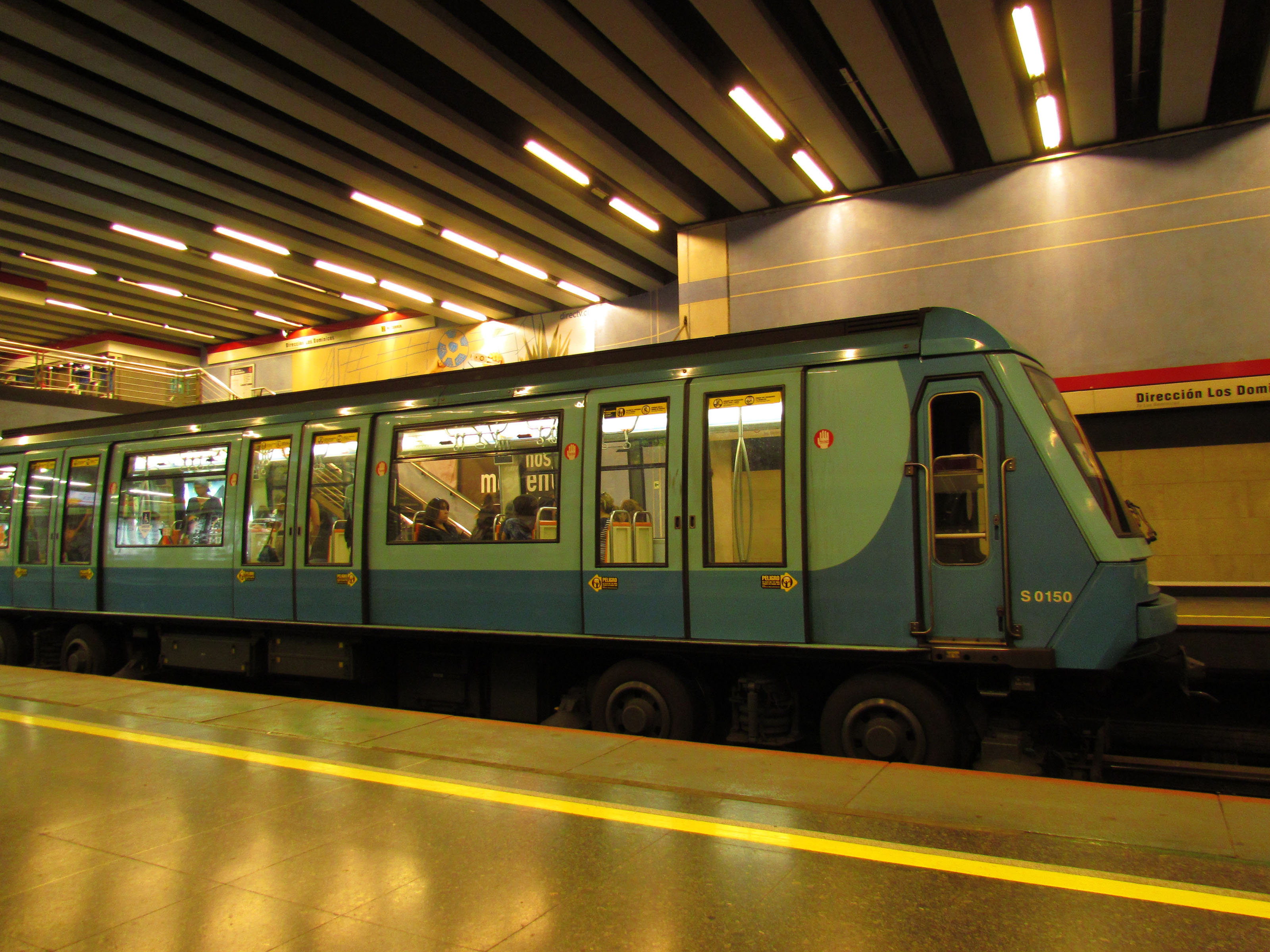
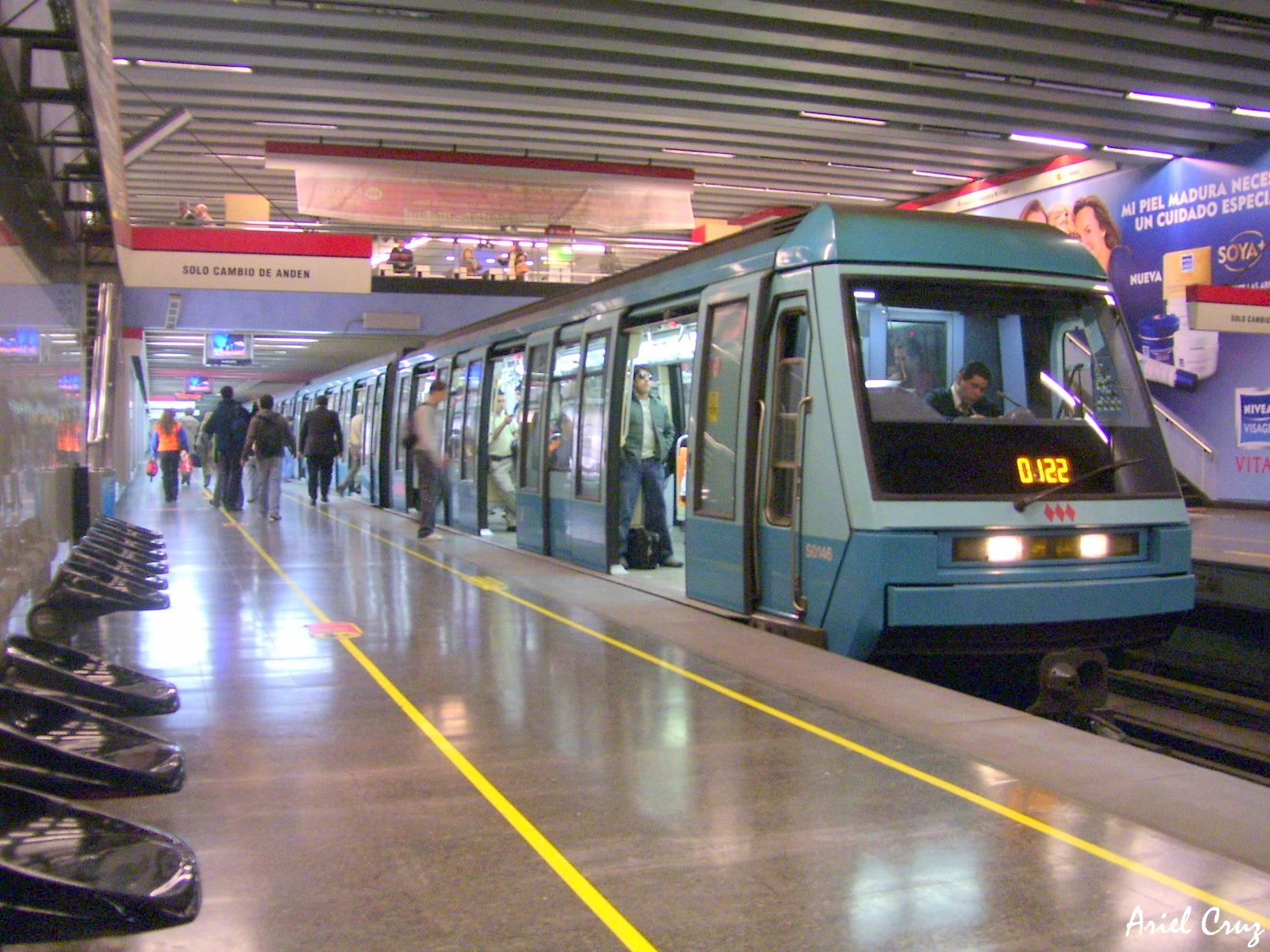

#### Tobalaba L4
Tobalaba L4 est desservie par les rames qui circulent sur la ligne 4 du métro. Elle bénéficie du service express (es) Estación Común desservie par les rames express rouges et vertes : de 6 h à 9 h et de 18 h à 19 h.

Installations
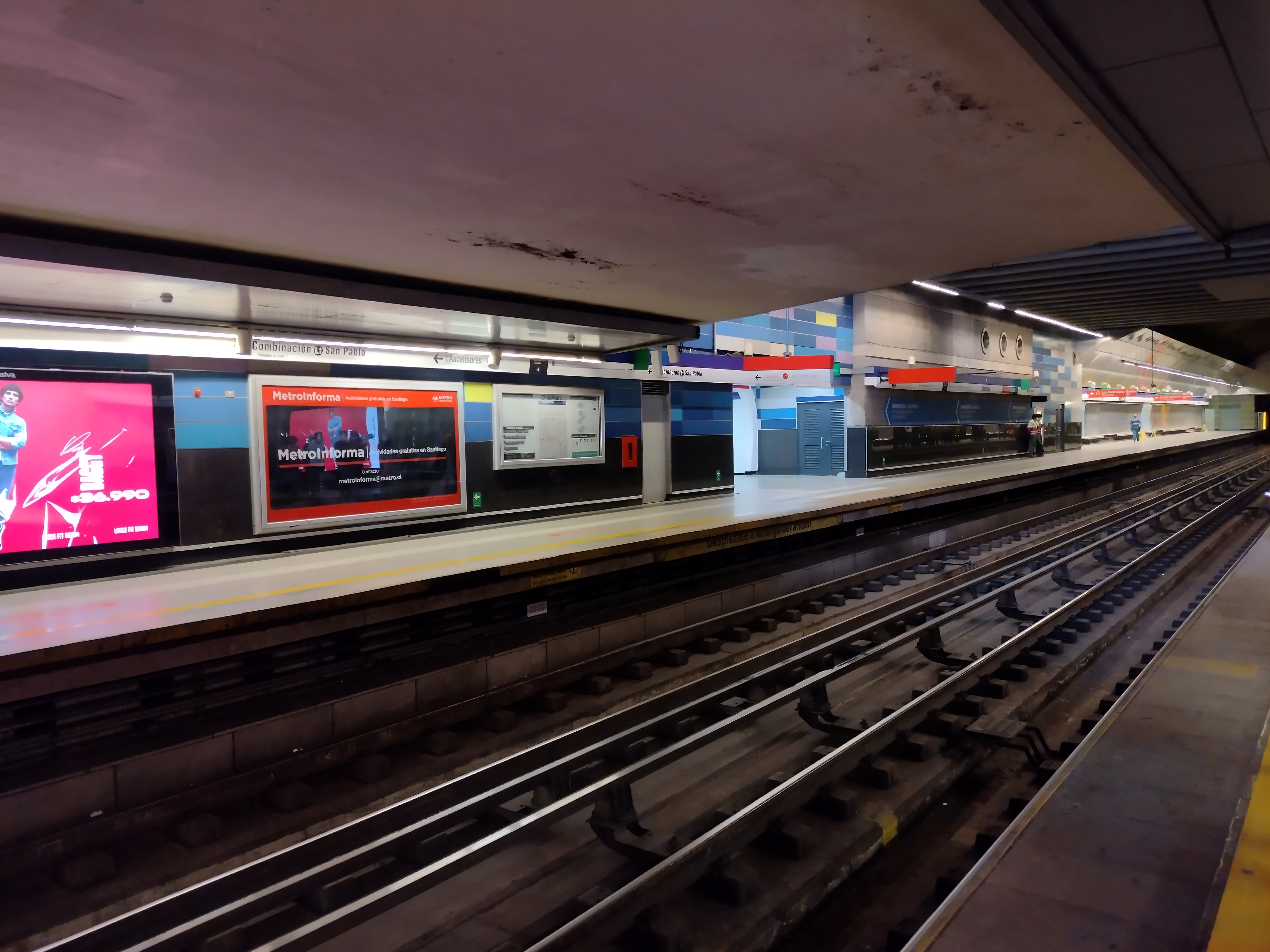
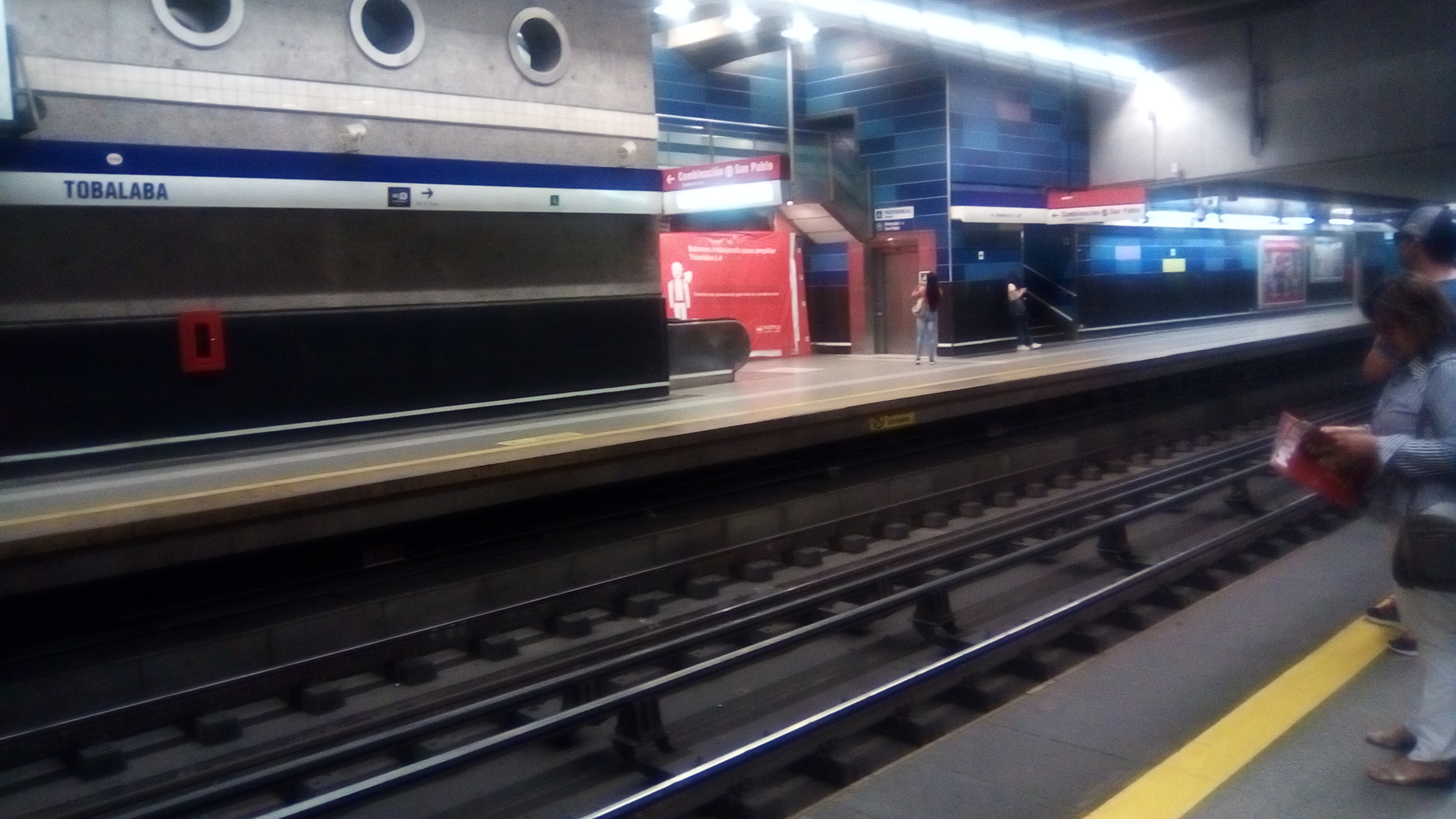
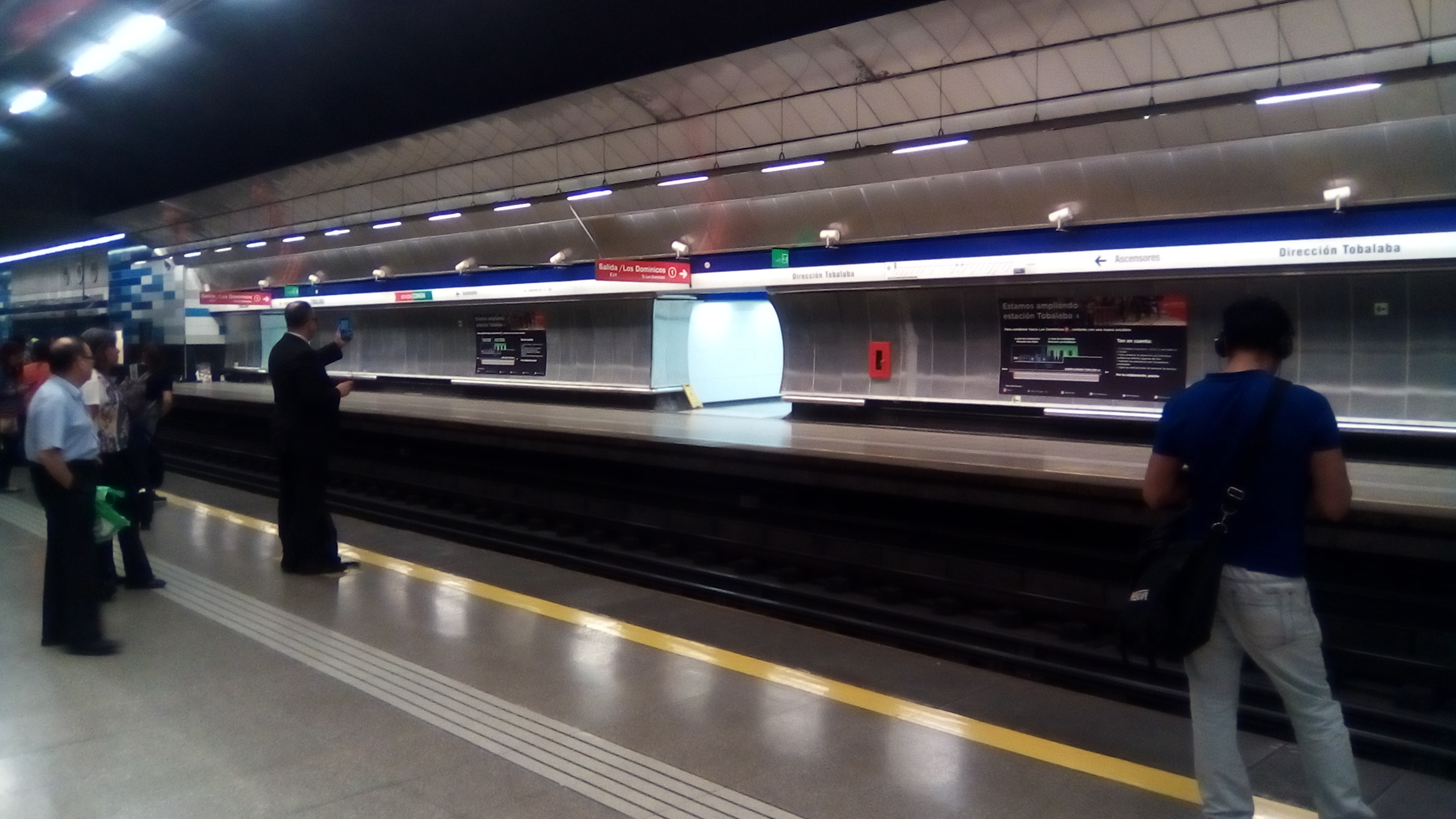

### Intermodalité
À proximité des arrêts de bus sont desservis par plusieurs lignes,.